# Maximilian Pichl
Maximilian Pichl (* 1987 in Bad Kreuznach) ist ein deutscher Rechts- und Sozialwissenschaftler. Er ist seit 2023 Professor für Soziales Recht als Gegenstand der Sozialen Arbeit an der Hochschule Rhein-Main.

## Werdegang
Maximilian Pichl studierte von 2008 bis 2014 Rechtswissenschaft und Politikwissenschaft an der Goethe-Universität Frankfurt am Main. Anschließend arbeitete er als rechtspolitischer Referent für Pro Asyl. 2021 promovierte er mit einer Arbeit zu Rechtskämpfen zum Doktor der Wirtschafts- und Sozialwissenschaften sowie mit einer Arbeit zu den parlamentarischen Untersuchungsausschüssen zur NSU-Mordserie zum Doktor der Rechtswissenschaften. Im Oktober 2021 besetzte er eine Vertretungsprofessur für Politische Theorie an der Universität Kassel. 2023 wechselte er auf eine Professur an die Hochschule Rhein-Main. Schwerpunkte von Pichls Forschung sind kritische Rechtstheorie, Flüchtlings- und Migrationsrecht sowie Polizeirecht. Pichl ist Redaktionsmitglied im Report Recht gegen Rechts sowie aktiv im Netzwerk Migrationsrecht. Seit 2024 ist er Vorsitzender der Vereinigung Demokratischer Juristinnen und Juristen.

## Veröffentlichungen (Auswahl)
- Recht. In: Wolfgang M. Schmitt und Ann-Kristin Tlusty (Hrsg.): Selbst Schuld! Carl Hanser Verlag, München 2024, ISBN 978-3-446-28130-1, S. 99–118.
- Law statt Order. Der Kampf um den Rechtsstaat. Suhrkamp, München 2024[2]
- Untersuchung im Rechtsstaat. Eine deskriptiv-kritische Beobachtung der parlamentarischen Untersuchungsausschüsse zur NSU-Mordserie. Velbrück, Weilerswist 2022.
- Rechtskämpfe. Eine Analyse der Rechtsverfahren nach dem Sommer der Migration. Campus, Frankfurt am Main 2021.